# Fahrenheit (album)
Fahrenheit je šesti album sastava Toto. Album je obilježio dolazak novog glavnog vokalista Josepha Williamsa. Kritičari su ga ocijenili osrednjim. U albumu se nalaze različiti žanrovi: pop, rock, blagi rock i jazz. Pjesme I'll Be Over You i Without Your Love su bili visoko rangirani na Billboard Hot 100. Gitarist sastava Steve Lukather je pohvalio Josepha, da je najbolji Totoov vokalist uživo. [nedostaje izvor]

## Popis pjesama
1. "Till the End" (Paich/Williams) – 5:17
2. "We Can Make It Tonight" (Williams/J.Porcaro/Barry Bregman) – 4:16
3. "Without Your Love" (Paich) – 4:33
4. "Can't Stand It Any Longer" (Paich/Lukather/Williams) – 4:18
5. "I'll Be over You" (Lukather/Randy Goodrum) – 3:50
6. "Fahrenheit" (Paich/J.Porcaro/Williams) – 4:39
7. "Somewhere Tonight" (J.Porcaro/Paich/Lukather) – 3:46
8. "Could This Be Love" (Paich/Williams) – 5:14
9. "Lea" (S.Porcaro) – 4:29
10. "Don't Stop Me Now" (Lukather/Paich) – 3:05

## Članovi sastava
- Joseph Williams – glavni vokal
- Steve Lukather – gitara, vokal, glavni vokal na "Without Your Love" i "I'll Be over You"
- David Paich – klavijature, vokal
- Steve Porcaro – klavijature, električni zvukovi, vokal
- Mike Porcaro – bass gitara
- Jeff Porcaro – bubnjevi, udaraljke

## Gosti
- David Sanborn - saksofon
- Miles Davis - trube  "Don't Stop Me Now"
- Amin Bhatia - back vokal
- Lenny Castro, Steve Jordan, Jim Keltner, Joe Porcaro, "Sidney" - udaraljke
- Paulette Brown, Michael Sherwood, Tony Walters, Don Henley, Michael McDonald - vokali
- Chuck Findley, Gary Grant, Jerry Hey, Charles Loper, Bill Reichenbach Jr., Tom Scott, Larry Williams